# Auetal
Auetal är en kommun och ort i Landkreis Schaumburg i förbundslandet Niedersachsen i Tyskland. Kommunen bildades 1 mars 1974 genom en sammanslagning av de tidigare kommunerna Hattendorf, Rehren, Rolfshagen och Schoholtensen.